# Ярмолюк Галина Олексіївна
Галина Олексіївна Ярмолюк (1905, Подільська губернія — 13 лютого 1995, місто Сватове Луганської області) — українська радянська діячка, голова Сватівського райвиконкому Ворошиловградської області. Депутат Верховної Ради УРСР 3-4-го скликань.

## Біографія
Народилася у родині залізничного службовця на Вінниччині. Закінчила школу, комерційне училище. Перебувала на комсомольській роботі, працювала головою Комітету незаможних селян, головою сільської ради.
Член ВКП(б) з червня 1928 року.
Потім — на партійній роботі. Працювала завідувачем відділу по роботі серед жінок районного комітету КП(б)У. Одружилася із завідувачем земельного відділу Орельським Миколою Андрійовичем і переїхала в місто Харків. Обиралася секретарем партійної комісії Червонозаводського районного комітету КП(б)У міста Харкова. У 1929 — 1930 роках — в Ростовському науково-дослідному інституті економіки сільського господарства.
Освіта вища. Закінчила Московську сільськогосподарську академію імені Тімірязєва.
Після закінчення академії працювала в Красноярському краї науковим співробітником дослідної сільськогосподарської станції в місті Ігарці, очолювала партійну організацію сільськогосподарської станції.
Під час німецько-радянської війни — директор радгоспу «Полярник» Красноярського краю РРФСР. Потім працювала секретарем районного комітету ВКП(б), членом партійної комісії, на відповідальній роботі в сільськогосподарському відділі райкому ВКП(б) Красноярського краю.
У 1947 році повернулася в Українську РСР. У 1947 — 1950 р. — секретар партійної організації КП(б)У радгоспу «Старобільський» Старобільського району Ворошиловградської області.
15 січня — грудень 1950 р. — секретар Сватівського районного комітету КП(б)У Ворошиловградської області. Обиралася депутатом Сватівської районної ради Ворошиловградської області.
27 грудня 1950 — 1957 р. — голова виконавчого комітету Сватівської районної ради депутатів трудящих Ворошиловградської області.
Потім — на пенсії у місті Сватове Луганської області. Похована у місті Сватове.

## Нагороди
- орден Знак Пошани
- медалі
- почесний громадянин міста Сватове (4.10.1968)